# Papirus (serial animowany)
Papirus/Przygody Papirusa (ang. Papyrus, 1998) – belgijsko-francusko-kanadyjski serial animowany, opowiadający legendy i mity starożytnego Egiptu. Serial nadawany był w TVP1 oraz na RTL 7 pod nazwą Przygody Papirusa. Serial oparto na komiksie autorstwa Luciena de Gietera.

## Fabuła
Od wielu lat toczy się wojna o panowanie nad światem między dobrym bogiem Horusem, a złym Setem. Horus panował przez okres rządów wielu faraonów, ale w końcu Set zaczął swoją zemstę – z pomocą swojego kapłana Akera uwięził Horusa i od tego momentu Egipt zdany jest na jego łaskę.
W międzyczasie młody rybak o imieniu Papirus poszukuje prawdy o swoim pochodzeniu – został porzucony jako niemowlę i nie wie nic o swoich rodzicach. Bogowie wybierają jego, by uwolnił Horusa, pokonał Seta i przyniósł Egiptowi pokój. W zadaniu tym pomaga mu księżniczka Theti, do której ten czuje z czasem coś więcej niż tylko przyjaźń.

## Bohaterowie
- Papirus – główny bohater serii, młody rybak, znaleziony jako dziecko w zwoju papirusu. Ceni spokojne, choć skromne życie nad Nilem. Zostaje wybrany przez bogów: otrzymuje magiczny miecz Horusa oraz zadanie bronienia Egiptu przed wyznawcami Seta. Broń jest użyteczna tak długo, jak młodzieńcowi starczy odwagi; głównym orężem w walce o pokój jest więc męstwo i zdolność do poświęceń, które Papirus musi w sobie odnaleźć. Pomaga mu księżniczka Theti, córka faraona Merenre. Ich miłość, pomimo różnicy w pochodzeniu i charakterach, jest bardzo silna.
- Theti (w oryginale spotyka się formę: Théti-Chéri) – jedyna córka faraona Merenre, najwyższa kapłanka bogini Izis. Dumna, pewna siebie, nieco kapryśna, lecz w gruncie bardzo oddana przyjaciółka Papirusa. Została uśpiona, zabalsamowana i umieszczona w grobowcu. Gdy młody rybak ją budzi, stają się przyjaciółmi. Theti towarzyszy mu w większości wypraw, oferuje mieszkanie w pałacu. Ma słabość do kotów, czym zyskuje przychylność bogini Bastet.
- Tiya – niska, ciemnoskóra księżniczka złodziei z Teb. Nawiązała przyjacielskie stosunki z Papirusem, pomaga mu w ulicznych starciach. Nigdy nie rozstaje się ze swoją małpką.
- Ratofer – arcykapłan Horusa i bliski przyjaciel faraona. Posiada wielką mądrość i potężne moce. Wspiera modlitwami Papirusa i Theti.
- Merenre – faraon Egiptu. Dobroduszny, bardzo spokojny władca, kochający ojciec. Często pada ofiarą wyznawców Seta.
- Imhutep – naczelny architekt na dworze faraona, przyjaciel Papirusa i Theti. Dawniej klepał biedę jako uliczny pisarz, obecnie nadzoruje budowę ważnych obiektów, wznoszonych na rozkaz monarchy.
- Aker – najwyższy kapłan boga Seta. Dawniej mieszkał na dworze faraona, obecnie chroni się wewnątrz ponurej piramidy Ombos, gdzie wraz z gronem wiernych wzywa swego pana do przejęcia kontroli nad Egiptem.
- Apu – chłopiec obdarzony zdolnością bezpośredniego kontaktu z bogami, którzy często przez niego deklarują swoją wolę. Nigdy nie używa zwrotu "ja" w odniesieniu do siebie. Często powtarza: Apu wie, Apu widział.
- Petreska – zły kapłan, wielokrotnie skazywany na wygnanie wyznawca Seta. Jeden z największych, obok Akera, wrogów Ratofera. Podejmował się ataków zarówno na faraona, jak i jego córkę.
- Bepo – trochę niezdarny przyjaciel Papirusa i Theti. Dawniej był członkiem gangu zbójców. Dosiada osła Kamelota.
- Kamelot – osioł, wierny towarzysz Bepo. Uparty i złośliwy.

## Obsada głosowa
Realizacja: Studio Karina Films

Wystąpili:
- Alexis Thomassian – Papirus
- Élisabeth Ventura – Theti
- Jean Négroni – Ratofer
- Sauvane Delanoë – Tiya
- Patrice Baudrier – faraon Merenre
- Tony Marot – Imhutep
- Bruno Devoldère – Aker
- Thierry Bourdon – Apu
- Brigitte Aubry – Izyda / Nebou
- Gérard Surugue –
  - Bebo,
  - różne role

i inni.

## Wersja polska
Opracowanie: Telewizja Polska Agencja Filmowa

Reżyseria: Andrzej Bogusz

Dialogi: Dorota Dziadkiewicz

Tłumaczenie: Agata Kubasiewicz

Dźwięk: Jakub Milencki

Montaż: Zofia Dmoch

Kierownik produkcji: Monika Wojtysiak

Wystąpili:
- Janusz Wituch –
  - Papirus,
  - głos mrocznego Cienia (odc. 1)
- Agnieszka Kunikowska – Theti
- Włodzimierz Press – Ratofer
- Lucyna Malec – Tiya
- Jacek Rozenek – faraon Merenre
- Tomasz Marzecki – Aker
- Artur Kaczmarski – Imhutep
- Jacek Jarosz –
  - Bebo,
  - Mutesa (odc. 5)
- Jarosław Domin –
  - Achmes,
  - Ogień (odc. 10),
  - rolnik (odc. 11)
- Jacek Bursztynowicz –
  - Nesimontu,
  - złodziej #2 (odc. 15),
  - Chnum (odc. 50),
  - kobra (Ureus) (pierwsza scena w odc. 52)
- Marek Barbasiewicz –
  - Semchat (odc. 1),
  - Tachar (odc. 3),
  - Sebek (odc. 5, 8, 19, 25),
  - Kamienny olbrzym (odc. 5),
  - król Minos (odc. 9),
  - Senifer (odc. 17, 20),
  - Strażnik trzech bram (odc. 23),
  - Chnum (odc. 26),
  - Ambasador Krety (odc. 45),
  - Ikar (odc. 48),
  - głos mrocznego Cienia (odc. 49)
  - Ozyrys (odc. 50)
- Krzysztof Strużycki –
  - Apu,
  - Fanga (odc. 13),
  - właściciel ukradzonego jedzenia (odc. 28),
  - pomarańczowy strażnik (odc. 29),
  - stolarz (odc. 45),
  - demon Seta (odc. 51)
- Mirosław Jękot –
  - Neket,
  - Ules (odc. 9),
  - Sapu (odc. 31),
  - jeden z członków załogi (odc. 38),
  - Ambasador Aten (odc. 45),
  - jeden z towarzyszy Nesimontu (odc. 47),
  - Patrach, król złodziei (odc. 51),
  - kobra (Ureus) (kolejna scena w odc. 52)
- Andrzej Bogusz –
  - Tot,
  - jeden z Egipcjan (odc. 1),
  - wspólnik Ramuta (odc. 3),
  - kapłan #1 (odc. 4),
  - jeden z mieszkańców Sakkary (odc. 8),
  - strażnik (odc. 9),
  - jeden ze sługów Petreski (odc. 10),
  - Amon (odc. 19),
  - Egipcjanin osądzony o kradzież posągu Amona (odc. 19),
  - jeden ze strażników (odc. 20),
  - jeden ze sługów mistrza kuźni (odc. 21),
  - Amenope (odc. 22),
  - Mombach (odc. 24),
  - Egipcjanin dający Tiyi pierścień (odc. 25),
  - upiór hipopotam (odc. 25),
  - jeden z Egipcjan pozdrawiających Teti (odc. 26),
  - Ozyrys (odc. 28),
  - okradziony rolnik (odc. 31),
  - jedna z błąkających się dusz (odc. 33),
  - Sad (odc. 37),
  - Akenaton (odc. 45),
  - Norfej (odc. 47)
- Grzegorz Wons –
  - Narrator,
  - jeden z mieszkańców Sakkary (odc. 8),
  - opiekun księżniczki Aniti (odc. 21),
  - Gur (odc. 22),
  - jedna z błąkających się dusz (odc. 33)
- Hanna Piotrowska –
  - Nebou (odc. 1, 14-15, 17, 19, 23),
  - Bastet (odc. 10),
  - Sahmet (odc. 12, 18, 21),
  - Księżniczka Kiya (odc. 13),
  - Hator (odc. 16),
  - Duch wody (odc. 17)
- Janusz Bukowski –
  - Semerk (odc. 2),
  - Unil (odc. 4),
  - Azat (odc. 8),
  - kapłan (odc. 9),
  - Banamum (odc. 11),
  - król Segu (odc. 13),
  - Set (odc. 17),
  - jeden ze strażników (odc. 27),
  - Keptes (odc. 51)
- Dariusz Odija –
  - gruby strażnik (odc. 2, 7, 19),
  - Sebek (odc. 3),
  - sługa Unila (odc. 4),
  - Ra (odc. 5, 19, 23, 50),
  - Akenaton (odc. 6, 20, 51),
  - Fenret (odc. 8),
  - Ozyrys (odc. 14),
  - złodziej #2 (odc. 22),
  - Anubis (odc. 33, 37),
  - kierownik budowy (odc. 34),
  - Chnum (odc. 35),
  - Człowiek wyciągający ręce (odc. 47)
- Aleksander Gawek –
  - Patrach, król złodziei (odc. 2, 18-19, 21),
  - Nufar (odc. 3)
- Leopold Matuszczak –
  - Samostworzenie (odc. 3),
  - Lanteusz (odc. 23),
  - Yam (odc. 38),
  - Keptes (odc. 40)
- Zbigniew Konopka –
  - Ramut (odc. 3),
  - Tutanakan (odc. 20),
  - Mistrz kuźni (odc. 21),
  - złodziej #1 (odc. 22)
- Henryk Łapiński – Hatik (odc. 4)
- Halina Chrobak
- Joanna Orzeszkowska –
  - Meritaton (odc. 6, 45, 51),
  - Deszeret (odc. 15),
  - Rut (odc. 29),
  - staruszka (odc. 31)
- Andrzej Gawroński –
  - kapłan #2 (odc. 4),
  - Keptes (odc. 7),
  - jeden z mieszkańców Sakkary (odc. 8)
- Lech Ordon – Petreska (odc. 8, 10, 42)
- Maciej Zakościelny –
  - Numelos (odc. 9),
  - jeden ze sługów Petreski (odc. 10)
- Eugeniusz Robaczewski – Petreska (odc. 13-14, 18)
- Ryszard Jabłoński – Hatusil (odc. 16)
- Dorota Kawęcka – Nebou (odc. 25-26, 40)
- Agata Piotrowska –
  - Mika (odc. 28),
  - Królowa Taiura (odc. 33),
  - Isis (odc. 46-47)
- Mieczysław Morański –
  - strażnik Świątyni Życia (odc. 18),
  - Horemkaf (odc. 22),
  - Czarownik Mata (odc. 23),
  - sługa Achmesa (odc. 26),
  - jeden ze strażników (odc. 27),
  - Hamuri (odc. 30),
  - Paneb (odc. 34),
  - Rahotep (odc. 35),
  - złodziej (odc. 45),
  - Semut (odc. 46),
  - Horus (odc. 47),
  - stróż świątyni Tota (odc. 51),
  - sługa Meneteta (odc. 51),
  - Samostworzenie (odc. 52),
- Piotr Bajor – Tutanakan (odc. 34)
- Dorota Maciejewska-Bierkowska –
  - kreatura Seta (odc. 35),
  - Nebou (odc. 49)
- Krzysztof Bauman –
  - kapitan (odc. 38),
  - porywacz Teti (odc. 47),
  - sługa Akera (odc. 48),
  - Sebek (odc. 50)
- Rafał Żabiński –
  - chudy strażnik (odc. 2, 7, 19),
  - wierny sługa faraona Merenre (odc. 7),
  - jeden z żołnierze (odc. 9),
  - jeden z Egipcjan (odc. 8),
  - sługa Petreski (odc. 13),
  - złodziej #2 (odc. 15),
  - Menetet (odc. 16, 18, 21, 51),
  - Horemkaf (odc. 27, 48, 50),
  - Atu (odc. 37),
  - jeden z członków załogi (odc. 38),
  - Ambasador Atrycji (odc. 45),
  - strażnik (odc. 46),
  - gruby strażnik (odc. 51)
- Andrzej Bocian – jeden z członków załogi (odc. 38)
- Stanisław Brudny – Ambasador Libii (odc. 45)
- Jolanta Wilk –
  - Ariadna (odc. 9),
  - Izyda (Isis) (odc. 19),
  - Księżniczka Aniti (odc. 21, 30),
  - Sotis (odc. 47),
  - Amikida / Święte dziecko z Ebla (odc. 48)
- Elżbieta Kijowska –
  - Mat (odc. 29),
  - Thoeris (odc. 48)
- Jerzy Rogowski –
  - Hatusil (odc. 30),
  - Horemkaf (odc. 31),
  - bezgłowy przewodnik (odc. 33),
  - Święty ibis boga Tota (odc. 35)
- Leszek Zduń – Duch wody (odc. 40)

i inni
Lektor: Andrzej Bogusz

## Spis odcinków
| Nr             | Polski tytuł                     | Francuski tytuł                    |
| Seria pierwsza | Seria pierwsza                   | Seria pierwsza                     |
| -------------- | -------------------------------- | ---------------------------------- |
| 1              | Mumia                            | La momie engloutie                 |
| 2              | Gdzie jest Semerk                | La colère du dieu lune             |
| 3              | Władca krokodyli                 | Le seigneur des crocodiles         |
| 4              | Zemsta Ramzesa                   | La vengeance des Ramsès            |
| 5              | Olbrzym bez twarzy               | Le colosse sans visage             |
| 6              | Zapomniany faraon                | Le pharaon maudit                  |
| 7              | Ciemne słońce Seta               | Le soleil noir de Seth             |
| 8              | Zioła życia                      | La métamorphose d'Imhotep          |
| 9              | Labirynt                         | Le labyrinthe                      |
| 10             | Święto Bastet                    | Le triomphe de Bastet              |
| 11             | Miasto pisarzy                   | La cité des scribes                |
| 12             | Demon z czerwonych gór           | Le démon des monts rouges          |
| 13             | Pióro wielkiego sokoła           | La plume d'or du grand faucon      |
| 14             | Przebudzenie purpurowego Sfinksa | Le réveil du sphinx rouge          |
| 15             | Białogłowy Egipcjanin            | L'égyptien blanc                   |
| 16             | Harfa Hator                      | La harpe d'Hathor                  |
| 17             | Złoty sarkofag                   | Le sarcophage oublié               |
| 18             | Świątynia życia                  | La maison de vie                   |
| 19             | Zemsta Amona                     | La revanche d'Amon                 |
| 20             | Faraon - dziecko                 | La renaissance de l'enfant pharaon |
| 21             | Płaczący kolos                   | Les larmes de géants               |
| 22             | Święte dziecko                   | L'enfant hiéroglyphe               |
| 23             | Strażnik trzech bram             | Le maître des trois portes         |
| 24             | Czarna piramida                  | La pyramide noire                  |
| 25             | Zwieciadlo Nebou                 | Le miroir de Nebou                 |
| 26             | Wezbrana rzeka                   | La deuxième crue du fleuve sacré   |
| Seria druga    |                                  |                                    |
| 27             | Świętokradztwo Papirusa          | Le sacrilège de Papyrus            |
| 28             | Czarodziejka Mika                | Mika la magicienne                 |
| 29             | Boska gra Senet                  | La trentième case du senet maudit  |
| 30             | Bogini Thoeris                   | La justice de Thoueris             |
| 31             | Przebudzenie Ozyrysa             | Le réveil d’Osiris                 |
| 32             | Biały pawian                     | Le babouin blanc                   |
| 33             | Skradzione państwo               | Le pays volé                       |
| 34             | Świątynia ku czci Horusa         | Les 4 chapelles de Toutankhamon    |
| 35             | Boski garncarz                   | Le divin potier                    |
| 36             | Bogini szarańczy                 | Le retour de Senkhet               |
| 37             | Talizman z wielkiej piramidy     | Le talisman de la grande pyramide  |
| 38             | Yam                              | Yam                                |
| 39             | Pióro Bogini Sprawiedliwości     | Le temps de la discorde            |
| 40             | Siedem węzłów Horusa             | Les 7 noeuds d'Horus               |
| 41             | Dzieciństwo Papirusa             | Le renoncement de Papyrus          |
| 42             | Czerwony Nil                     | Le Nil rouge                       |
| 43             | Korona Wadżet                    | La couronne sacrée d'Ouadjet       |
| 44             | Maska Neferoure                  | Neferourê                          |
| 45             | Wysłannicy pokoju                | Les émissaires                     |
| 46             | Księżniczka Tiya                 | Princesse Tiya                     |
| 47             | Uwięziona gwiazda                | La princesse des étoiles           |
| 48             | Święte dziecko z Ebla            | L'enfant sacré d'Ebla              |
| 49             | Drzewo Iszed                     | L'arbre Ished                      |
| 50             | Filar Dżed                       | Le pilier Djed                     |
| 51             | Proces Papirusa                  | Le procès de Papyrus               |
| 52             | Zły sen                          | Le cauchemar                       |